# Ekvator
U zemljopisu, ekvator je zamišljena crta gdje se sijeku površina nebeskog tijela (npr. Zemlje) i ravnina okomita na os rotacije tog tijela i na kojoj se nalazi težište tog tijela.
Pojednostavljeno se može uzeti da je ekvator zamišljena crta na površini nebeskog tijela koja je jednako udaljena od obaju polova. Ekvator dijeli površinu na sjevernu i južnu polutku. Zemljopisna širina ekvatora je 0° po definiciji. Duljina Zemljinoga ekvatora je 40 076,594 kilometara.
Hrvatski izraz za ekvator jest polutnik.
Zemljina površina na ekvatoru uglavnom je prekrivena oceanima. Područja kroz koja prolazi ekvator su:
- Sveti Toma i Princip - prolazi preko Ilhéu das Rolas, otočić u ovom otočju
- Gabon
- Republika Kongo
- Demokratska Republika Kongo
- Uganda
- Kenija
- Somalija
- Maldivi - možda ne dodiruje nijedan otok
- Pini - mali otok kraj Sumatre
- Sumatra
- Lingga i još jedan otočić kraj Sumatre
- Borneo - Kalimantan
- Sulawesi
- Halmahera
- otočići istočno od Halmahere
- Gilbertovo otočje - možda ne dotiče nijedan otok
- Otočje Phoenix - zamalo promašuje otok Baker
- Linijsko otočje - zamalo promašuje otok Jarvis
- Otočje Galápagos - prolazi preko otoka Isabela.
- Ekvador
- Kolumbija
- Brazil